# Francavilla Fontana
Francavilla Fontana er en by i Apulien, Italien med 34.968 (2023) indbyggere.